# فابيان ايدير
فابيان ايدير (بالألمانية: Fabian Eder) (و. 1963 – م) هو كاتب سيناريو، ومصور سينمائي، وكاتِب من النمسا. ولد في فيينا. 

## وصلات خارجية
- فابيان ايدير على موقع IMDb (الإنجليزية)
- فابيان ايدير على موقع ألو سيني (الفرنسية)
- فابيان ايدير على موقع أول موفي (الإنجليزية)
- فابيان ايدير على موقع قاعدة بيانات الفيلم (الإنجليزية)
- فابيان ايدير على موقع كينوبويسك (الروسية)